# Alejandro Merletti
Alejandro Merletti  (Turin, 1860 - Barcelone, août 1943) est un photographe espagnol d'origine italienne actif à Barcelone.

## Biographie
Alejandro Merletti est né dans la ville de Turin. Après l' Exposition universelle de 1888, il s'installe à Barcelone. Il est actif comme photographe à partir des années 1890. Il a contribué à des périodiques comme La Hormiga de Oro, Caras y Caretas, Mundo Gráfico, La Esfera, Blanco y Negro, Nuevo Mundo ou le magazine de tauromachie La Lidia, dans ce dernier entre 1914 et 1916. Il est le père de Camilo Merletti, également photographe.
Alejandro Merletti est mort à Barcelone en août 1943.